# Bucksport (Carolina del Sud)
Bucksport és una concentració de població designada pel cens dels Estats Units a l'estat de Carolina del Sud. Segons el cens del 2000 tenia 1.117 habitants.

## Demografia
Segons el cens del 2000, Bucksport tenia 1.117 habitants, 359 habitatges i 285 famílies. La densitat de població era de 112,3 habitants/km².
Dels 359 habitatges en un 36,8% hi vivien nens de menys de 18 anys, en un 38,4% hi vivien parelles casades, en un 34,8% dones solteres, i en un 20,6% no eren unitats familiars. En el 18,7% dels habitatges hi vivien persones soles el 7,8% de les quals corresponia a persones de 65 anys o més que vivien soles. El nombre mitjà de persones vivint en cada habitatge era de 3,11 i el nombre mitjà de persones que vivien en cada família era de 3,53.
Per edats la població es repartia de la següent manera: un 32,9% tenia menys de 18 anys, un 9,5% entre 18 i 24, un 28,9% entre 25 i 44, un 18,3% de 45 a 60 i un 10,5% 65 anys o més.
L'edat mediana era de 32 anys. Per cada 100 dones de 18 o més anys hi havia 77,3 homes.
La renda mediana per habitatge era de 24.038$ i la renda mediana per família de 23.750$. Els homes tenien una renda mediana de 31.618$ mentre que les dones 19.186$. La renda per capita de la població era de 10.832$. Entorn del 14,9% de les famílies i el 20,9% de la població estaven per davall del llindar de pobresa.

## Poblacions més properes
El següent diagrama mostra les poblacions més properes.